# Joseph-Samuel Farinet
Joseph-Samuel Farinet (1845-1880) fue un mítico ladrón, contrabandista y falsificador de monedas originario de los Estados de Saboya, conocido principalmente por su actividad, estadía y muerte en el cantón del Valais, en Suiza. Allí se lo conoce también como caudillo y líder de resistencia ante la autoridad, llamándoselo a veces el «Robin Hood suizo».

## Biografía
Farinet nació en 1845 en el municipio de Saint-Rhémy-en-Bosses en el Gran San Bernardo, en el valle de Aosta, que en aquel entonces formaba parte del territorio de Saboya. Su nombre de familia continúa siendo hoy uno de los más comunes en aquella zona.
Debido a diversos robos en la zona de Aosta, en 1869, se le condenó en ausencia a 18 meses en prisión. En 1871, después de la quiebra del Banco Cantonal de Valais, fue arrestado en Martigny, condenado por la fabricación de monedas falsas y sentenciado a cuatro años de prisión.
Después de varias evasiones, la policía lo acorraló mientras buscaba asilo en la comunidad de Saillon. El 17 de abril de 1880 se descubrió su cuerpo en el cañón del río del Salentse. Según el rumor, cayó allí después de recibir un disparo de la policía, pero otros rumores indicaban que cansado de huir, habría caído a su muerte.
Su tumba cerca de la iglesia Santa-Catherine no es auténtica, sino recreada para la filmación de una película en 1939, ya que no se sabe dónde descansa el cuerpo de Farinet.

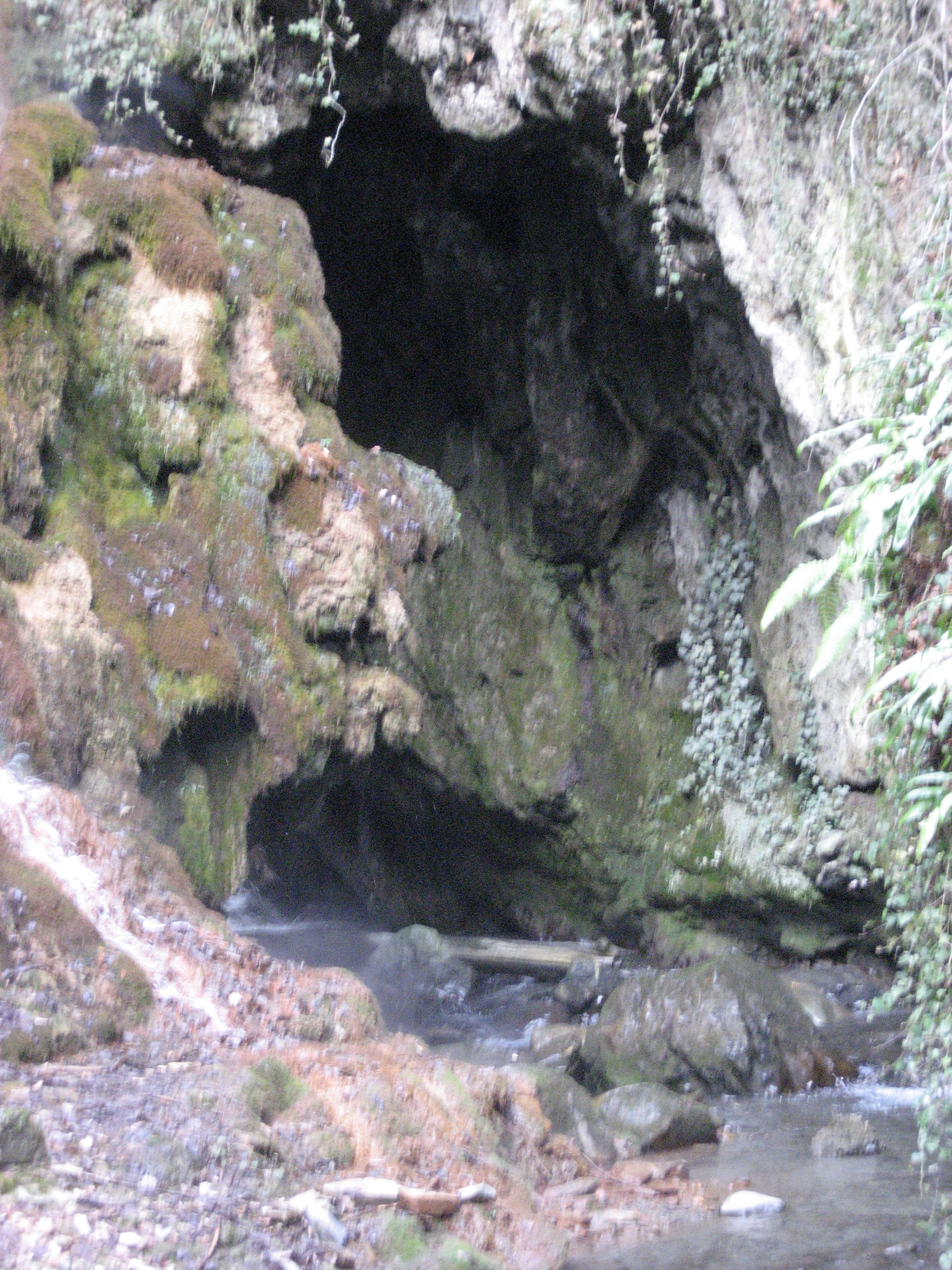
Las cavernas del cañón del Salentse, donde Farinet habría encontrado la muerte.

## Falsificación de monedas
Contrario a la novela de Charles-Ferdinand Ramuz, Farinet se dedicó a la falsificación exclusiva de monedas de 20 céntimos y no de billetes.
Precisamente esta relación de Farinet con la moneda y su exilio y posterior muerte en Valais ha dado lugar a que su nombre fuera elegido para la denominación de la moneda local, el Farinet, de uso más o menos extendido en todo el cantón de Valais como moneda complementaria al franco suizo.

## En literatura
En Farinet o el Tuercemoneda, una novela de Charles Ferdinand Ramuz publicaa en 1932, se describe a Farinet no como falsificador de monedas, sino como un precursor de la banca libre. Efectivamente, Farinet contaba con acceso a una mina de oro que le permitía fabricar piezas de mejor aleación que las oficiales, por lo que eran más apreciadas.

## En cine
El realizador suizo Max Haufler llevó el mito al cine en 1939 en Farinet o el oro en la montaña. El rol de Farinet es interpretado por Jean-Louis Barrault.

Se rodó otra versión de la vida de Farinet en un telefilme de 1985 titulado Farinet, héroe fuera de la Ley, dirigido por Yvan Butler, y basado en la novela de Charles Ferdinand Ramuz.

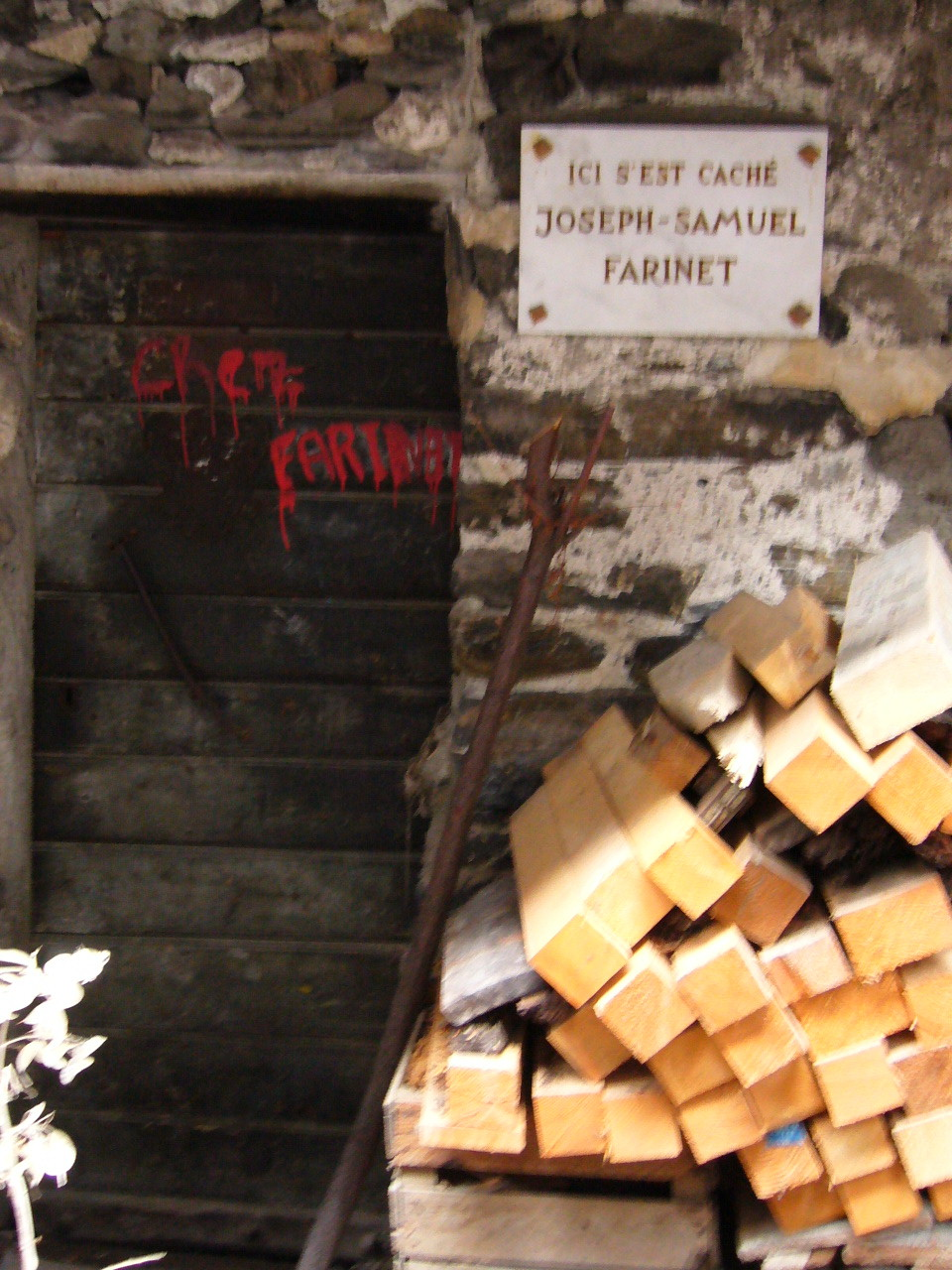
El escondite de Farinet.